# Statistiche e record di Chris Evert
| Finali in carriera | Finali in carriera     | Finali in carriera | Finali in carriera | Finali in carriera | Finali in carriera |
| Specialità | Categoria              | Vittorie           | Sconfitte          | Totale             | Percentuale        |
| --- | ---------------------- | ------------------ | ------------------ | ------------------ | ------------------ |
| Singolare | Grande Slam            | 18                 | 16                 | 34                 | 53%                |
| Singolare | Olimpiadi estive       | –                  | –                  | –                  | –                  |
| Singolare | Tornei di fine anno    | 4                  | 4                  | 8                  | 50%                |
| Singolare | WTA Premier Mandatory* | –                  | –                  | –                  | –                  |
| Singolare | WTA Tour               | 132                | 53                 | 185                | 72%                |
| Singolare | Totale                 | 154                | 73                 | 227                | 68%                |
| Doppio | Grande Slam            | 3                  | 1                  | 4                  | 75%                |
| Doppio | Olimpiadi estive       | –                  | –                  | –                  | –                  |
| Doppio | Tornei di fine anno    | –                  | –                  | –                  | –                  |
| Doppio | WTA Premier Mandatory* | –                  | –                  | –                  | –                  |
| Doppio | WTA Tour               | 29                 | 25                 | 54                 | 54%                |
| Doppio | Totale                 | 32                 | 26                 | 58                 | 55%                |
| Doppio misto | Grande Slam            | 0                  | 1                  | 1                  | 0%                 |
| Doppio misto | Totale                 | 0                  | 1                  | 1                  | 0%                 |
| Totale | Totale                 | 186                | 100                | 286                | 65%                |
| 1) Percentuale=percentuale di vittorie sul totale di finali disputate 2) * conosciuti in precedenza come tornei "Tier I". |                        |                    |                    |                    |                    |

In questa pagina sono riportate le statistiche e i record realizzati da Chris Evert durante la sua carriera tennistica.

## Statistiche
Chris Evert nell'arco della sua carriera ha partecipato a 56 edizioni di tornei del Grande Slam raggiungendo 52 volte le semifinali (93%), 34 volte la finale (61%) e vincendo in 18 occasioni (32%).
La Evert ha vinto 10 delle 12 finali disputate sulla terra (83%), 3 delle 7 finali disputate sul cemento (43%) e solo 5 delle 15 finali disputate sull'erba (33%).
Dal 1978 gli US Open, che fino al 1977 si erano svolti sulla terra, iniziarono a svolgersi nel nuovo complesso di Flushing Meadows, dove i campi erano in cemento: ciò ha certamente sfavorito la Evert perché, mentre fino al 1977 due prove dello Slam su quattro (e cioè la metà) venivano disputate su superfici lente, a lei più favorevoli, a partire dal 1978 solo una prova dello Slam su quattro (e cioè gli Open di Francia) veniva disputata su superficie lenta. È questa una delle ragioni per cui, come osservato nella letteratura sportiva, il dominio della Evert sul tennis mondiale cominciò a trovare la rivalità sempre più calzante della Navrátilová, favorita dalle superfici più veloci. In effetti, 14 delle 16 sconfitte (87,5%) in finali di tornei del Grande Slam avvennero su superfici veloci e 9 su 16 (56,25%) su superfici veloci e dalla Navrátilová.

### Singolare

#### Vittorie

##### Grande Slam (18)
| Anno | Torneo              | Superficie | Avversaria in finale    | Punteggio     |
| 1974 | Roland Garros       | Terra      | Ol'ga Morozova          | 6–1, 6–2      |
| 1974 | Wimbledon           | Erba       | Olga Morozova           | 6–0, 6–4      |
| 1975 | Roland Garros (2)   | Terra      | Martina Navrátilová     | 2–6, 6–2, 6–1 |
| 1975 | US Open             | Terra      | Evonne Goolagong Cawley | 5–7, 6–4, 6–2 |
| 1976 | Wimbledon (2)       | Erba       | Evonne Goolagong Cawley | 6–3, 4–6, 8–6 |
| 1976 | US Open (2)         | Terra      | Evonne Goolagong Cawley | 6–3, 6–0      |
| 1977 | US Open (3)         | Terra      | Wendy Turnbull          | 7–6, 6–2      |
| 1978 | US Open (4)         | Cemento    | Pam Shriver             | 7–5, 6–4      |
| 1979 | Roland Garros (3)   | Terra      | Wendy Turnbull          | 6–2, 6–0      |
| 1980 | Roland Garros (4)   | Terra      | Virginia Ruzici         | 6–0, 6–3      |
| 1980 | US Open (5)         | Cemento    | Hana Mandlíková         | 5–7, 6–1, 6–1 |
| 1981 | Wimbledon (3)       | Erba       | Hana Mandlíková         | 6–2, 6–2      |
| 1982 | US Open (6)         | Cemento    | Hana Mandlíková         | 6–3, 6–1      |
| 1982 | Australian Open     | Erba       | Martina Navrátilová     | 6–3, 2–6, 6–3 |
| 1983 | Roland Garros (5)   | Terra      | Mima Jaušovec           | 6–1, 6–2      |
| 1984 | Australian Open (2) | Erba       | Helena Suková           | 6–7, 6–1, 6–3 |
| 1985 | Roland Garros (6)   | Terra      | Martina Navrátilová     | 6–3, 6–7, 7–5 |
| 1986 | Roland Garros (7)   | Terra      | Martina Navrátilová     | 2–6, 6–3, 6–3 |

##### Tutti i titoli (156)
| No.  | Anno              | Torneo                                                 | Superficie        | Avversaria in finale           | Punteggio          |
| ---- | ----------------- | ------------------------------------------------------ | ----------------- | ------------------------------ | ------------------ |
| 1.   | 31 gennaio 1971   | Fort Lauderdale Invitational, Fort Lauderdale          | Terra rossa       | Laurie Fleming                 | 6–2, 6–1           |
| 2.   | 11 aprile 1971    | Eckerd Tennis Open, Saint Petersburg                   | Terra rossa       | Julie Heldman                  | 6–1, 6–2           |
| 3.   | 18 aprile 1971    | Carolinas International Tennis, Charlotte              | Terra rossa       | Laura DuPont                   | 6–2, 6–0           |
| 4.   | 9 maggio 1971     | Tulsa Clay Court Championships, Tulsa                  | Terra rossa       | Mary-Ann Eisel Curtis          | 6–0, 6–3           |
| 5.   | 4 luglio 1971     | Southern Championships, Birmingham                     | Terra rossa       | Jeanne Evert                   | 6–1, 6–0           |
| 6.   | 2 agosto 1971     | Columbus Open, Columbus                                | Cemento           | Jeanne Evert                   | 6–2, 6–3           |
| 7.   | 1º settembre 1971 | WTA New Jersey, Orange                                 | Erba              | Helen Gourlay-Cawley           | 6–4, 6–0           |
| 8.   | 7 febbraio 1972   | Virginia Slims of Fort Lauderdale, Fort Lauderdale     | Terra verde       | Billie Jean King               | 6–1, 6–0           |
| 9.   | 24 giugno 1972    | Queen's Club Championships, Londra                     | Erba              | Karen Krantzcke                | 6–4, 6–0           |
| 10.  | 7 agosto 1972     | US Clay Court Championships, Indianapolis              | Terra verde       | Evonne Goolagong               | 7–6, 6–1           |
| 11.  | 15 ottobre 1972   | Virginia Slims Championships, Boca Raton               | Terra verde       | Kerry Melville                 | 7–5, 6–4           |
| 12.  | 26 febbraio 1973  | USLTA Fort Lauderdale, Fort Lauderdale                 | Terra rossa       | Virginia Wade                  | 6–1, 6–2           |
| 13.  | 25 marzo 1973     | Akron Indoors, Akron                                   | Sintetico indoor  | Ol'ga Vasil'evna Morozova      | 6–3, 6–4           |
| 14.  | 1º aprile 1973    | Lady Gotham Tournament, New York                       | Cemento indoor    | Katja Ebbinghaus               | 6–0, 6–4           |
| 15.  | 8 aprile 1973     | USLTA Sarasota, Sarasota                               | Terra rossa       | Evonne Goolagong               | 6–3, 6–2           |
| 16.  | 15 aprile 1973    | USLTA Miami Beach, Miami                               | Terra rossa       | Evonne Goolagong               | 3–6, 6–3, 6–2      |
| 17.  | 22 aprile 1973    | Eckerd Tennis Open, Saint Petersburg                   | Terra rossa       | Evonne Goolagong               | 6–2, 0–6, 6–4      |
| 18.  | 29 luglio 1973    | WTA Cleveland, Cleveland                               | Cemento           | Linda Tuero                    | 6–0, 6–0           |
| 19.  | 5 agosto 1973     | USLTA Atlantic City, Atlantic City                     | Sintetico ed erba | Marita Redondo                 | 6–2, 7–5           |
| 20.  | 19 agosto 1973    | US Clay Court Championships, Indianapolis              | Terra rossa       | Veronica Burton                | 6–4, 6–3           |
| 21.  | 30 settembre 1973 | Virginia Slims of Columbus, Columbus                   | Terra verde       | Margaret Court                 | walkover           |
| 22.  | 21 ottobre 1973   | Virginia Slims Championships, Boca Raton               | Terra rossa       | Nancy Gunter                   | 6–3, 6–3           |
| 23.  | 27 novembre 1973  | South African Open, Johannesburg                       | Cemento           | Evonne Goolagong               | 6–3, 6–3           |
| 24   | 27 gennaio 1974   | WTA Congoleum Classic, Mission Viejo                   | Cemento           | Billie Jean King               | 6–3, 6–1           |
| 25.  | 10 febbraio 1974  | Virginia Slims of Fort Lauderdale, Fort Lauderdale     | Terra verde       | Kerry Melville                 | walkover           |
| 26.  | 10 marzo 1974     | Virginia Slims of Dallas, Dallas                       | Sintetico indoor  | Virginia Wade                  | 7–5, 6–2           |
| 27.  | 14 aprile 1974    | Virginia Slims of Sarasota, Sarasota                   | Terra verde       | Evonne Goolagong               | 6–4, 6–0           |
| 28.  | 21 aprile 1974    | Eckerd Tennis Open, Saint Petersburg                   | Terra rossa       | Kerry Melville                 | 6–0, 6–1           |
| 29.  | 5 maggio 1974     | Family Circle Cup, Hilton Head                         | Terra verde       | Kerry Melville Reid            | 6–1, 6–3           |
| 30.  | 3 giugno 1974     | Internazionali d'Italia, Roma                          | Terra rossa       | Martina Navrátilová            | 6–3, 6–3           |
| 31.  | 15 giugno 1974    | Open di Francia, Parigi                                | Terra rossa       | Ol'ga Morozova                 | 6–1, 6–2           |
| 32.  | 23 giugno 1974    | International Women's Open, Eastbourne                 | Erba              | Virginia Wade                  | 7–5, 6–4           |
| 33.  | 5 luglio 1974     | Torneo di Wimbledon, Londra                            | Erba              | Virginia Wade                  | 7–5, 6–4           |
| 34.  | 12 agosto 1974    | US Clay Court Championships, Indianapolis              | Terra rossa       | Gail Sherriff Chanfreau Lovera | 6–0, 6–0           |
| 35.  | 18 agosto 1974    | Canada Open, Toronto                                   | Cemento           | Julie Heldman                  | 6–0, 6–3           |
| 36.  | 26 agosto 1974    | Virginia Slims of Newport, Newport                     | Erba              | Betsy Nagelsen                 | 6–4, 6–3           |
| 37.  | 6 ottobre 1974    | Virginia Slims of Houston, Houston                     | Cemento           | Virginia Wade                  | 6–3, 5–7, 6–1      |
| 38.  | 27 ottobre 1974   | Hilton Head Classic, Hilton Head                       | Terra verde       | Virginia Wade                  | 6–1, 6–3           |
| 39.  | 26 novembre 1974  | Borden Classic, Hirakata                               | Cemento indoor    | Rosie Casals                   | 6–0, 6–2           |
| 40.  | 11 gennaio 1975   | Virginia Slims of California, San Francisco            | Sintetico indoor  | Billie Jean King               | 6–1, 6–1           |
| 41.  | 9 febbraio 1975   | Virginia Slims of Akron, Akron                         | Sintetico indoor  | Margaret Court                 | 6–4, 3–6, 6–3      |
| 42.  | 15 marzo 1975     | Virginia Slims of Houston, Houston                     | Sintetico indoor  | Margaret Court                 | 6–3, 6–2           |
| 43.  | 5 aprile 1975     | Virginia Slims Championships, Los Angeles              | Sintetico indoor  | Martina Navrátilová            | 6–4, 6–2           |
| 44.  | 19 aprile 1975    | WTA Austin, Austin                                     | Cemento           | Billie Jean King               | 4–6, 6–3, 7–6(5–2) |
| 45.  | 27 aprile 1975    | Family Circle Cup, Amelia Island                       | Terra verde       | Martina Navrátilová            | 7–5, 6–4           |
| 46.  | 3 giugno 1975     | Internazionali d'Italia, Roma                          | Terra rossa       | Martina Navrátilová            | 6–1, 6–0           |
| 47.  | 14 giugno 1975    | Open di Francia, Parigi                                | Terra rossa       | Martina Navrátilová            | 2–6, 6–2, 6–1      |
| 48.  | 11 agosto 1975    | US Clay Court Championships, Indianapolis              | Terra rossa       | Dianne Fromholtz               | 6–3, 6–4           |
| 49.  | 25 agosto 1975    | Virginia Slims of Central New York, Rye                | Terra rossa       | Virginia Wade                  | 6–0, 6–1           |
| 50.  | 25 agosto 1975    | US Open, New York                                      | Terra rossa       | Evonne Goolagong               | 5–7, 6–4, 6–2      |
| 51.  | 24 ottobre 1975   | Hilton Head Classic, Hilton Head                       | Terra verde       | Evonne Goolagong               | 6–1, 6–1           |
| 52.  | 21 settembre 1975 | Toyota Classic, Atlanta                                | Sintetico indoor  | Martina Navrátilová            | 2–6, 6–2, 6–0      |
| 53.  | 5 ottobre 1975    | WTA Congoleum Classic, Palm Springs                    | Cemento           | Cynthia Doerner                | 6–1, 6–3           |
| 54.  | 19 ottobre 1975   | United Airlines Tournament of Champions, Orlando       | Terra rossa       | Martina Navrátilová            | walkover           |
| 55.  | 11 gennaio 1976   | WTA Austin, Austin                                     | Cemento           | Evonne Goolagong Cawley        | 6–3, 7–6           |
| 56.  | 25 gennaio 1976   | Virginia Slims of Washington, Washington               | Sintetico indoor  | Virginia Wade                  | 6–2, 6–1           |
| 57.  | 22 febbraio 1976  | Virginia Slims of Detroit, Detroit                     | Sintetico indoor  | Rosie Casals                   | 6–4, 6–2           |
| 58.  | 29 febbraio 1976  | Virginia Slims of Sarasota, Sarasota                   | Sintetico indoor  | Evonne Goolagong Cawley        | 6–3, 6–0           |
| 59.  | 7 marzo 1976      | Virginia Slims of California, San Francisco            | Sintetico indoor  | Evonne Goolagong Cawley        | 7–5, 7–6(5–2)      |
| 60.  | 2 maggio 1976     | Family Circle Cup, Amelia Island                       | Terra verde       | Kerry Melville Reid            | 6–2, 6–2           |
| 61.  | 20 giugno 1976    | International Women's Open, Eastbourne                 | Erba              | Virginia Wade                  | 8–6, 6–3           |
| 62.  | 2 luglio 1974     | Torneo di Wimbledon, Londra                            | Erba              | Evonne Goolagong               | 6–3, 4–6, 8–6      |
| 63.  | 25 agosto 1975    | US Open, New York                                      | Terra rossa       | Evonne Goolagong               | 6–3, 6–0           |
| 64.  | 10 ottobre 1976   | Thunderbird Classic, Phoenix                           | Cemento           | Dianne Fromholtz Balestrat     | 6–1, 7–5           |
| 65.  | 24 ottobre 1976   | WTA Congoleum Classic, Palm Springs                    | Cemento           | Françoise Dürr                 | 6–1, 6–2           |
| 66.  | 28 novembre 1976  | Borden Classic, Tokyo                                  | Cemento indoor    | Sue Barker                     | 6–2, 7–6           |
| 67.  | 16 gennaio 1977   | Virginia Slims of Florida, Hollywood                   | Sintetico indoor  | Margaret Smith-Court           | 6–3, 6–4           |
| 68.  | 6 febbraio 1977   | Virginia Slims of Seattle, Seattle                     | Sintetico indoor  | Martina Navrátilová            | 6–2, 6–4           |
| 69.  | 13 febbraio 1977  | Virginia Slims of Chicago, Chicago                     | Sintetico indoor  | Margaret Smith-Court           | 6–1, 6–3           |
| 70.  | 20 febbraio 1977  | Virginia Slims of Los Angeles, Los Angeles             | Cemento indoor    | Martina Navrátilová            | 6–2, 2–6, 6–1      |
| 71.  | 20 marzo 1977     | Virginia Slims of Philadelphia, Filadelfia             | Cemento           | Martina Navrátilová            | 6–4, 4–6, 6–3      |
| 72.  | 27 marzo 1977     | Virginia Slims Championships, New York                 | Sintetico indoor  | Sue Barker                     | 2–6, 6–1, 6–1      |
| 73.  | 3 aprile 1977     | Family Circle Cup, Hilton Head                         | Terra verde       | Billie Jean King               | 6–0, 6–1           |
| 74.  | 16 aprile 1977    | L'Eggs Four Woman, Austin                              | Cemento           | Martina Navrátilová            | 6–3, 7–6(5–2)      |
| 75.  | 10 settembre 1977 | US Open, New York                                      | Terra rossa       | Wendy Turnbull                 | 7–6, 6–2           |
| 76.  | 9 ottobre 1977    | Toyota Classic, Atlanta                                | Sintetico indoor  | Dianne Fromholtz Balestrat     | 6–3, 6–2           |
| 77.  | 6 novembre 1977   | Colgate Series Championships, Palm Springs             | Cemento           | Billie Jean King               | 6–2, 6–2           |
| 78.  | 26 marzo 1978     | Virginia Slims of Philadelphia, Philadelphia           | Cemento indoor    | Billie Jean King               | 6–0, 6–4           |
| 79.  | 16 aprile 1978    | Family Circle Cup, Hilton Head                         | Terra verde       | Kerry Melville Reid            | 6–2, 6–0           |
| 80.  | 9 settembre 1978  | US Open, New York                                      | Cemento           | Pam Shriver                    | 7–6, 6–4           |
| 81.  | 1º ottobre 1978   | Toyota Classic, Atlanta                                | Sintetico indoor  | Martina Navrátilová            | 7–6(3), 0–6, 6–3   |
| 82.  | 15 ottobre 1978   | US Indoors, Bloomington                                | Sintetico indoor  | Virginia Wade                  | 6–7, 6–2, 6–4      |
| 83.  | 19 novembre 1978  | Colgate Series Championships, Palm Springs             | Cemento           | Martina Navrátilová            | 6–3, 6–3           |
| 84.  | 17 dicembre 1978  | Lion's Cup, Tokyo                                      | Cemento indoor    | Martina Navrátilová            | 7–5, 6–2           |
| 85.  | 5 febbraio 1979   | Avon Championships of Seattle, Seattle                 | Sintetico indoor  | Renée Richards                 | 6–1, 3–6, 6–3      |
| 86.  | 18 febbraio 1979  | Avon Championships of Los Angeles, Los Angeles         | Sintetico indoor  | Martina Navrátilová            | 6–3, 6–4           |
| 87.  | 1º aprile 1979    | Clairol Crown, Carlsbad                                | Cemento           | Dianne Fromholtz Balestrat     | 3–6, 6–3, 6–1      |
| 88.  | 20 maggio 1979    | Vienna Bancroft Trophy, Vienna                         | Terra rossa       | Caroline Stoll                 | 6–1, 6–1           |
| 89.  | 10 giugno 1979    | Open di Francia, Parigi                                | Terra rossa       | Wendy Turnbull                 | 6–2, 6–0           |
| 90.  | 24 giugno 1979    | International Women's Open, Eastbourne                 | Erba              | Martina Navrátilová            | 7–5, 5–7, 13–11    |
| 91.  | 12 agosto 1979    | US Clay Court Championships, Indianapolis              | Terra rossa       | Evonne Goolagong Cawley        | 6–4, 6–3           |
| 92.  | 20 agosto 1979    | WTA New Jersey, Mahwah                                 | Cemento           | Tracy Austin                   | 6(2)–7, 6–4, 6–1   |
| 93.  | 11 maggio 1980    | Internazionali d'Italia, Perugia                       | Terra rossa       | Virginia Ruzici                | 5–7, 6–2, 6–2      |
| 94.  | 7 giugno 1980     | Open di Francia, Parigi                                | Terra rossa       | Virginia Ruzici                | 6–0, 6–3           |
| 95.  | 14 giugno 1980    | Torneo di Chichester, Chichester                       | Erba              | Evonne Goolagong Cawley        | 6–3, 6–7, 7–5      |
| 96.  | 10 agosto 1980    | US Clay Court Championships, Indianapolis              | Terra rossa       | Andrea Jaeger                  | 6–4, 6–3           |
| 97.  | 17 agosto 1980    | Canada Open, Toronto                                   | Cemento           | Virginia Ruzici                | 6–3, 6–1           |
| 98.  | 6 settembre 1975  | US Open, New York                                      | Cemento           | Hana Mandlíková                | 5–7, 6–1, 6–1      |
| 99.  | 19 ottobre 1980   | Maybelline Classic, Deerfield Beach                    | Cemento           | Andrea Jaeger                  | 6–4, 6–1           |
| 100. | 26 ottobre 1980   | Brighton International, Brighton                       | Sintetico indoor  | Martina Navrátilová            | 6–4, 5–7, 6–3      |
| 101. | 16 marzo 1981     | Avon Championships of Boston, Boston                   | Sintetico indoor  | Mima Jaušovec                  | 6–4, 6–4           |
| 102. | 5 aprile 1981     | Clairol Crown, Carlsbad                                | Cemento           | Hana Mandlíková                | 6–4, 6–3           |
| 103. | 12 aprile 1981    | Family Circle Cup, Hilton Head                         | Terra verde       | Pam Shriver                    | 6–3, 6–2           |
| 104. | 20 aprile 1981    | Bausch & Lomb Championships, Amelia Island             | Terra verde       | Martina Navrátilová            | 6–0, 6–0           |
| 105. | 4 maggio 1981     | Internazionali d'Italia, Perugia                       | Terra rossa       | Virginia Ruzici                | 6–1, 6–2           |
| 106. | 17 maggio 1981    | WTA Swiss Open, Lugano                                 | Terra rossa       | Virginia Ruzici                | 6–1, 6–1           |
| 107. | 3 luglio 1981     | Torneo di Wimbledon, Londra                            | Erba              | Hana Mandlíková                | 6–2, 6–2           |
| 108. | 18 ottobre 1981   | Maybelline Classic, Deerfield Beach                    | Cemento           | Andrea Jaeger                  | 4–6, 6–3, 6–0      |
| 109. | 29 novembre 1981  | New South Wales Open, Sydney                           | Erba              | Martina Navrátilová            | 6–4, 2–6, 6–1      |
| 110. | 4 aprile 1982     | Palm Beach Cup, Palm Beach Gardens                     | Terra rossa       | Andrea Jaeger                  | 6–1, 7–5           |
| 111. | 25 aprile 1982    | Bausch & Lomb Championships, Amelia Island             | Terra verde       | Andrea Jaeger                  | 6–3, 6–1           |
| 112. | 9 maggio 1982     | Internazionali d'Italia, Perugia                       | Terra rossa       | Hana Mandlíková                | 6–0, 6–2           |
| 113. | 16 maggio 1982    | WTA Swiss Open, Lugano                                 | Terra rossa       | Andrea Temesvári               | 6–0, 6–3           |
| 114. | 15 agosto 1982    | Toyota Classic, Atlanta                                | Cemento           | Susan Mascarin                 | 6–3, 6–1           |
| 115. | 11 settembre 1982 | US Open, New York                                      | Cemento           | Hana Mandlíková                | 6–3, 6–2           |
| 116. | 10 ottobre 1982   | Maybelline Classic, Deerfield Beach                    | Cemento           | Andrea Jaeger                  | 6–1, 6–1           |
| 117. | 17 ottobre 1982   | Eckerd Tennis Open, Tampa                              | Cemento           | Andrea Jaeger                  | 3–6, 6–1, 6–4      |
| 118. | 16 novembre 1982  | Lion's Cup, Tokyo                                      | Sintetico indoor  | Andrea Jaeger                  | 6–3, 6–2           |
| 119. | 4 dicembre 1982   | Australian Open, Melbourne                             | Erba              | Martina Navrátilová            | 6–3, 2–6, 6–3      |
| 120. | 31 gennaio 1983   | Palm Beach Cup, Palm Beach Gardens                     | Terra rossa       | Andrea Jaeger                  | 6–3, 6–3           |
| 121. | 11 aprile 1983    | Lipton WTA Championships, Amelia Island                | Terra verde       | Carling Bassett-Seguso         | 6–3, 2–6, 7–5      |
| 122. | 23 maggio 1983    | WTA German Open, Berlino                               | Terra rossa       | Kathleen Horvath               | 6–4, 7–6           |
| 123. | 4 giugno 1983     | Open di Francia, Parigi                                | Terra rossa       | Mima Jaušovec                  | 6–3, 6–2           |
| 124. | 23 ottobre 1983   | Brighton International, Brighton                       | Sintetico indoor  | Jo Durie                       | 6–1, 6–1           |
| 125. | 7 novembre 1983   | Maybelline Classic, Deerfield Beach                    | Cemento           | Bonnie Gadusek                 | 6–0, 6–4           |
| 126. | 12 marzo 1984     | Virginia Slims of Florida, Palm Beach Gardens          | Terra rossa       | Bonnie Gadusek                 | 6–0, 6–1           |
| 127. | 9 aprile 1984     | Family Circle Cup, Hilton Head                         | Terra verde       | Claudia Kohde Kilsch           | 6–2, 6–3           |
| 128. | 6 maggio 1984     | South African Open, Johannesburg                       | Cemento indoor    | Andrea Jaeger                  | 6–3, 6–0           |
| 129. | 26 agosto 1984    | Canada Open, Montréal                                  | Cemento           | Alycia Moulton                 | 6–2, 7–6           |
| 130. | 7 ottobre 1984    | East West Bank Classic, Los Angeles                    | Cemento           | Wendy Turnbull                 | 6–2, 6–3           |
| 131. | 8 dicembre 1984   | Australian Open, Melbourne                             | Erba              | Helena Suková                  | 6(4)–7, 6–1, 6–3   |
| 132. | 27 gennaio 1985   | Virginia Slims of Florida, Key Biscayne                | Cemento           | Martina Navrátilová            | 6–2, 6–4           |
| 133. | 6 aprile 1985     | Palm Beach Cup aprile, Palm Beach Gardens              | Terra rossa       | Hana Mandlíková                | 6–3, 6–3           |
| 134. | 14 aprile 1985    | Family Circle Cup, Hilton Head                         | Terra verde       | Gabriela Sabatini              | 6–4, 6–0           |
| 135. | 19 maggio 1985    | WTA German Open, Berlino                               | Terra rossa       | Steffi Graf                    | 6–4, 7–5           |
| 136. | 9 giugno 1985     | Open di Francia, Parigi                                | Terra rossa       | Martina Navrátilová            | 6–3, 6(4)–7, 7–5   |
| 137. | 21 luglio 1985    | Hall of Fame Tennis Championships, Newport             | Erba              | Pam Shriver                    | 6–4, 6–1           |
| 138. | 12 agosto 1985    | Canada Open, Toronto                                   | Cemento           | Claudia Kohde Kilsch           | 6–2, 6–4           |
| 139. | 29 settembre 1985 | Virginia Slims of New Orleans, New Orleans             | Sintetico indoor  | Pam Shriver                    | 6–4, 7–5           |
| 140. | 27 ottobre 1985   | Brighton International, Brighton                       | Sintetico indoor  | Manuela Maleeva                | 7–5, 6–3           |
| 141. | 17 novembre 1985  | Lion's Cup, Tokyo                                      | Sintetico indoor  | Manuela Maleeva Fragniere      | 7–6, 6–0           |
| 142. | 2 febbraio 1986   | Virginia Slims of Florida, Key Biscayne                | Cemento           | Steffi Graf                    | 6–3, 6–1           |
| 143. | 23 febbraio 1986  | Lipton International Players Championships, Boca Raton | Cemento           | Steffi Graf                    | 6–4, 6–2           |
| 144. | 2 marzo 1986      | Virginia Slims of California, Oakland                  | Sintetico indoor  | Kathy Jordan                   | 6–2, 6–4           |
| 145. | 6 aprile 1986     | WTA Tournament of Champions, Marco Island              | Terra rossa       | Claudia Kohde Kilsch           | 6–4, 6–2           |
| 146. | 11 maggio 1986    | Virginia Slims of Houston, Houston                     | Terra rossa       | Kathy Rinaldi                  | 6–4, 2–6, 6–4      |
| 147. | 7 giugno 1986     | Open di Francia, Parigi                                | Terra rossa       | Martina Navrátilová            | 2–6, 6–3, 6–3      |
| 148. | 16 marzo 1987     | Virginia Slims of Dallas, Dallas                       | Sintetico indoor  | Pam Shriver                    | 6–1, 6–2           |
| 149. | 20 aprile 1987    | Virginia Slims of Houston, Houston                     | Terra rossa       | Martina Navrátilová            | 3–6, 6–1, 7–6(4)   |
| 150. | 3 maggio 1987     | Eckerd Tennis Open, Tampa                              | Terra rossa       | Kate Gompert                   | 6–3, 6–2           |
| 151. | 18 maggio 1987    | WTA Swiss Open, Ginevra                                | Terra rossa       | Manuela Maleeva                | 6–3, 4–6, 6–2      |
| 152. | 4 ottobre 1987    | Virginia Slims of New Orleans, New Orleans             | Cemento           | Lori McNeil                    | 6–3, 7–5           |
| 153. | 3 aprile 1988     | Eckerd Tennis Open, Tampa                              | Terra rossa       | Arantxa Sánchez Vicario        | 7–6, 6–4           |
| 154. | 24 aprile 1988    | Virginia Slims of Houston, Houston                     | Terra rossa       | Martina Navrátilová            | 6–0, 6–4           |
| 155. | 14 agosto 1988    | East West Bank Classic, Los Angeles                    | Cemento           | Gabriela Sabatini              | 2–6, 6–1, 6–1      |
| 156. | 9 ottobre 1988    | Virginia Slims of New Orleans, New Orleans             | Cemento           | Anne Smith                     | 6–4, 6–1           |

#### Sconfitte

##### Grande Slam (16)
| Anno | Torneo              | Superficie | Avversaria in finale    | Punteggio     |
| 1973 | Roland Garros       | Terra      | Margaret Court          | 6–7, 7–6, 6–4 |
| 1973 | Wimbledon           | Erba       | Billie Jean King        | 6–0, 7–5      |
| 1974 | Australian Open     | Erba       | Evonne Goolagong Cawley | 7–6, 4–6, 6–0 |
| 1978 | Wimbledon (2)       | Erba       | Martina Navrátilová     | 2–6, 6–4, 7–5 |
| 1979 | Wimbledon (3)       | Erba       | Martina Navrátilová     | 6–4, 6–4      |
| 1979 | US Open             | Cemento    | Tracy Austin            | 6–4, 6–3      |
| 1980 | Wimbledon (4)       | Erba       | Evonne Goolagong Cawley | 6–1, 7–6      |
| 1981 | Australian Open (2) | Erba       | Martina Navrátilová     | 6–7, 6–4, 7–5 |
| 1982 | Wimbledon (5)       | Erba       | Martina Navrátilová     | 6–1, 3–6, 6–2 |
| 1983 | US Open (2)         | Cemento    | Martina Navrátilová     | 6–1, 6–3      |
| 1984 | Roland Garros (2)   | Terra      | Martina Navrátilová     | 6–3, 6–1      |
| 1984 | Wimbledon (6)       | Erba       | Martina Navrátilová     | 7–6, 6–2      |
| 1984 | US Open (3)         | Cemento    | Martina Navrátilová     | 4–6, 6–4, 6–4 |
| 1985 | Wimbledon (7)       | Erba       | Martina Navrátilová     | 4–6, 6–3, 6–2 |
| 1985 | Australian Open (3) | Erba       | Martina Navrátilová     | 6–2, 4–6, 6–2 |
| 1988 | Australian Open (4) | Cemento    | Steffi Graf             | 6–1, 7–6      |

##### Altre finali perse
| Anno              | Torneo                                            | Superficie       | Avversaria in finale    | Punteggio     |
| ----------------- | ------------------------------------------------- | ---------------- | ----------------------- | ------------- |
| 26 settembre 1970 | Carolinas International Tennis, Charlotte         | Terra rossa      | Nancy Richey            | 6–4, 6–1      |
| 28 febbraio 1972  | Virginia Slims of Washington, Washington          | Sintetico indoor | Nancy Gunter            | 7–6, 6–1      |
| 2 aprile 1972     | Puerto Rico Open, San Juan                        | Cemento          | Nancy Gunter            | 6–1, 6–3      |
| 16 aprile 1972    | Eckerd Tennis Open, Saint Petersburg              | Terra verde      | Nancy Gunter            | 6–3, 6–4      |
| 10 giugno 1973    | Internazionali d'Italia, Roma                     | Terra rossa      | Evonne Goolagong        | 7–6, 6–0      |
| 12 agosto 1973    | Cincinnati Open, Cincinnati                       | Terra rossa      | Evonne Goolagong        | 6–2, 7–5      |
| 11 settembre 1973 | Hilton Head Classic, Hilton Head                  | Cemento          | Margaret Smith-Court    | walkover      |
| 19 gennaio 1974   | Virginia Slims of California, San Francisco       | Cemento          | Billie Jean King        | 7–6(5–2), 6–2 |
| 31 marzo 1974     | US Indoors, New York                              | Sintetico indoor | Billie Jean King        | 6–3, 3–6, 6–2 |
| 29 settembre 1974 | Virginia Slims of Denver, Denver                  | Sintetico indoor | Evonne Goolagong        | 7–5, 3–6, 6–4 |
| 19 ottobre 1974   | Virginia Slims Championships, Los Angeles         | Sintetico indoor | Evonne Goolagong        | 6–3, 6–4      |
| 19 gennaio 1975   | Virginia Slims of Sarasota, Sarasota              | Sintetico indoor | Billie Jean King        | 6–2, 6–3      |
| 29 marzo 1975     | Virginia Slims of Philadelphia, Filadelfia        | Sintetico indoor | Virginia Wade           | 7–6, 6–4      |
| 18 gennaio 1976   | Virginia Slims of Houston, Houston                | Sintetico indoor | Martina Navrátilová     | 6–3, 6–4      |
| 3 aprile 1976     | Virginia Slims of Philadelphia, Philadelphia      | Sintetico indoor | Evonne Goolagong Cawley | 6–3, 7–6(5–3) |
| 17 aprile 1976    | Virginia Slims Championships, Los Angeles         | Sintetico indoor | Evonne Goolagong Cawley | 6–3, 5–7, 6–3 |
| 6 novembre 1976   | Bremar Cup, Londra                                | Sintetico indoor | Virginia Wade           | 6–2, 6–2      |
| 9 gennaio 1977    | Virginia Slims of Washington, Washington          | Sintetico indoor | Martina Navrátilová     | 6–2, 6–3      |
| 19 marzo 1978     | Virginia Slims of Boston, Boston                  | Sintetico indoor | Evonne Goolagong Cawley | 4–6, 6–1, 6–4 |
| 24 giugno 1978    | International Women's Open, Eastbourne            | Erba             | Martina Navrátilová     | 6–4, 4–6, 9–7 |
| 14 gennaio 1979   | Avon Championships of California, Oakland         | Sintetico indoor | Martina Navrátilová     | 7–5, 7–5      |
| 4 marzo 1979      | Avon Championships of Dallas, Dallas              | Sintetico indoor | Martina Navrátilová     | 6–4, 6–4      |
| 16 ottobre 1979   | Thunderbird Classic, Phoenix                      | Cemento          | Martina Navrátilová     | 6–1, 6–3      |
| 25 novembre 1979  | Brighton International, Brighton                  | Sintetico indoor | Martina Navrátilová     | 6–3, 6–3      |
| 13 gennaio 1980   | Avon Championships of Cincinnati, Cincinnati      | Sintetico indoor | Tracy Austin            | 6–2, 6–1      |
| 27 gennaio 1980   | Avon Championships of Chicago, Chicago            | Sintetico indoor | Martina Navrátilová     | 6–4, 6–4      |
| 23 agosto 1981    | Canada Open, Toronto                              | Cemento          | Tracy Austin            | 6–1, 6–4      |
| 28 novembre 1981  | Lion's Cup, Tokyo                                 | Sintetico indoor | Martina Navrátilová     | 6–3, 6–2      |
| 28 febbraio 1982  | Avon Championships of California, Oakland         | Sintetico indoor | Andrea Jaeger           | 7–6(5), 6–4   |
| 1º novembre 1982  | Brighton International, Brighton                  | Sintetico indoor | Martina Navrátilová     | 6–1, 6–4      |
| 19 dicembre 1982  | Toyota Championships, Rutherford                  | Cemento indoor   | Martina Navrátilová     | 4–6, 6–1, 6–2 |
| 14 marzo 1983     | Virginia Slims of Dallas, Dallas                  | Sintetico indoor | Martina Navrátilová     | 6–4, 6–0      |
| 27 marzo 1983     | Virginia Slims Championships, New York City       | Sintetico indoor | Martina Navrátilová     | 6–2, 6–0      |
| 14 agosto 1983    | Virginia Slims of Los Angeles, Los Angeles        | Cemento          | Martina Navrátilová     | 6–1, 6–3      |
| 21 agosto 1983    | Canada Open, Toronto                              | Cemento          | Martina Navrátilová     | 6–4, 4–6, 6–1 |
| 21 novembre 1983  | Lion's Cup, Tokyo                                 | Sintetico indoor | Martina Navrátilová     | 6–2, 6–2      |
| 26 febbraio 1984  | US Indoors, East Hanover                          | Sintetico indoor | Martina Navrátilová     | 6–2, 7–6      |
| 4 marzo 1984      | Virginia Slims Championships, New York            | Sintetico indoor | Martina Navrátilová     | 6–3, 7–5, 6–1 |
| 22 aprile 1984    | Bausch & Lomb Championships, Amelia Island        | Terra verde      | Martina Navrátilová     | 6–2, 6–0      |
| 27 maggio 1984    | Internazionali d'Italia, Perugia                  | Terra rossa      | Manuela Maleeva         | 6–3, 6–3      |
| 17 febbraio 1985  | Miami Open, Delray Beach                          | Cemento          | Martina Navrátilová     | 6–2, 6–4      |
| 25 febbraio 1985  | Virginia Slims of California, Oakland             | Sintetico indoor | Hana Mandlíková         | 6–2, 6–4      |
| 17 marzo 1985     | Virginia Slims of Dallas, Dallas                  | Sintetico indoor | Martina Navrátilová     | 6–3, 6–4      |
| 21 aprile 1985    | Bausch & Lomb Championships, Amelia Island        | Terra verde      | Zina Garrison           | 6–4, 6–3      |
| 16 marzo 1986     | Virginia Slims of Dallas, Dallas                  | Sintetico indoor | Martina Navrátilová     | 6–2, 6–1      |
| 13 aprile 1986    | Family Circle Cup, Hilton Head                    | Terra verde      | Steffi Graf             | 6–4, 7–5      |
| 17 agosto 1986    | East West Bank Classic, Los Angeles               | Cemento          | Martina Navrátilová     | 7–6(5), 6–3   |
| 8 marzo 1987      | Lipton International Players Championships, Miami | Cemento          | Steffi Graf             | 6–1, 6–2      |
| 16 agosto 1987    | East West Bank Classic, Los Angeles               | Cemento          | Steffi Graf             | 6–3, 6–4      |
| 18 ottobre 1987   | Porsche Tennis Grand Prix, Filderstadt            | Sintetico indoor | Martina Navrátilová     | 7–5, 6–1      |
| 8 novembre 1987   | Virginia Slims of New England, Worcester          | Sintetico indoor | Pam Shriver             | 6–4, 4–6, 6–0 |
| 20 marzo 1988     | Lipton International Players Championships, Miami | Cemento          | Steffi Graf             | 6–4, 6–4      |
| 16 ottobre 1988   | Porsche Tennis Grand Prix, Filderstadt            | Sintetico indoor | Martina Navrátilová     | 6–2, 6–3      |
| 13 novembre 1988  | Ameritech Cup, Chicago                            | Sintetico indoor | Martina Navrátilová     | 6–2, 6–2      |
| 19 marzo 1989     | Virginia Slims of Florida, Boca Raton             | Cemento          | Steffi Graf             | 4–6, 6–2, 6–3 |
| 2 aprile 1989     | Lipton International Players Championships, Miami | Cemento          | Gabriela Sabatini       | 6–1, 4–6, 6–2 |
| 30 aprile 1989    | Virginia Slims of Houston, Houston                | Terra rossa      | Monica Seles            | 3–6, 6–1, 6–4 |

### Doppio

#### Vittorie

##### Grande Slam (3)
| Anno | Torneo              | Superficie  | Compagna            | Avversarie in finale         | Punteggio     |
| 1974 | Open di Francia     | Terra rossa | Ol'ga Morozova      | Gail Lovera Katja Ebbinghaus | 6–4, 2–6, 6–1 |
| 1975 | Open di Francia (2) | Terra rossa | Martina Navrátilová | Julie Anthony Olga Morozova  | 6–3, 6–2      |
| 1976 | Wimbledon           | Erba        | Martina Navratilova | Billie Jean King Betty Stöve | 6–1, 3–6, 7–5 |

##### Altri titoli
| Settimana         | Torneo                                         | Superficie        | Compagna            | Avversarie in finale                 | Punteggio     |
| ----------------- | ---------------------------------------------- | ----------------- | ------------------- | ------------------------------------ | ------------- |
| 18 aprile 1971    | Charlotte Classic, Charlotte                   | Terra rossa       | Sue Stap            | Janet Newberry Eliza Pande           | 6–3, 1–6, 6–3 |
| 16 aprile 1973    | Eckerd Tennis Open, Saint Petersburg           | Terra rossa       | Jeanne Evert        | Evonne Goolagong Janet Young         | 6–2, 7–6      |
| 30 luglio 1973    | USLTA Atlantic City, Atlantic City             | Sintetico ed erba | Marita Redondo      | Ilana Kloss Pat Pretorius            | 6–4, 6–4      |
| 25 febbraio 1974  | Virginia Slims of Chicago, Chicago             | Sintetico indoor  | Billie Jean King    | Françoise Dürr Betty Stöve           | 3–6, 6–4, 6–4 |
| 8 aprile 1974     | Virginia Slims of Sarasota, Sarasota           | Terra verde       | Evonne Goolagong    | Tory Fretz Ceci Martinez             | 6–2, 6–2      |
| 6 gennaio 1975    | Virginia Slims of California, San Francisco    | Sintetico indoor  | Billie Jean King    | Rosie Casals Virginia Wade           | 6–2, 7–5      |
| 13 gennaio 1975   | Virginia Slims of Sarasota, Sarasota           | Sintetico indoor  | Billie Jean King    | Betty Stöve Virginia Wade            | 6–2, 7–5      |
| 10 febbraio 1975  | Virginia Slims of Chicago, Chicago             | Sintetico indoor  | Martina Navrátilová | Margaret Court Ol'ga Morozova        | 6–2, 7–5      |
| 26 maggio 1975    | Internazionali d'Italia, Roma                  | Terra rossa       | Martina Navrátilová | Sue Barker Glynis Coles              | 6–1, 6–2      |
| 15 settembre 1975 | Toyota Classic, Atlanta                        | Sintetico indoor  | Martina Navrátilová | Françoise Dürr Betty Stöve           | 6–4, 5–7, 6–2 |
| 29 settembre 1975 | WTA Congoleum Classic, Palm Springs            | Cemento           | Martina Navrátilová | Gail Glasgow Betty-Ann Stuart        | 6–3, 7–5      |
| 17 ottobre 1976   | WTA Congoleum Classic, Palm Springs            | Cemento           | Martina Navrátilová | Billie Jean King Betty Stöve         | 6–2, 6–4      |
| 31 gennaio 1977   | Virginia Slims of Seattle, Seattle             | Sintetico indoor  | Rosie Casals        | Françoise Dürr Martina Navrátilová   | 6–4, 3–6, 6–3 |
| 7 febbraio 1977   | Virginia Slims of Chicago, Chicago             | Sintetico indoor  | Rosie Casals        | Margaret Smith-Court Betty Stöve     | 6–3, 6–4      |
| 14 febbraio 1977  | Virginia Slims of Los Angeles, Los Angeles     | Cemento indoor    | Rosie Casals        | Martina Navrátilová Betty Stöve      | 6–2, 6–4      |
| 28 marzo 1977     | Family Circle Cup, Hilton Head                 | Terra verde       | Rosie Casals        | Françoise Dürr Virginia Wade         | 1–6, 6–2, 6–3 |
| 19 giugno 1978    | International Women's Open, Eastbourne         | Erba              | Betty Stöve         | Billie Jean King Martina Navrátilová | 6–4, 6–7, 7–5 |
| 8 gennaio 1979    | Avon Championships of California, Oakland      | Sintetico indoor  | Rosie Casals        | Tracy Austin Betty Stöve             | 3–6, 6–4, 6–3 |
| 12 febbraio 1979  | Avon Championships of Los Angeles, Los Angeles | Sintetico indoor  | Rosie Casals        | Martina Navrátilová Anne Smith       | 6–4, 1–6, 6–3 |
| 17 ottobre 1983   | Brighton International, Brighton               | Sintetico indoor  | Pam Shriver         | Jo Durie Ann Kiyomura                | 7–5, 6–4      |
| 1º ottobre 1984   | East West Bank Classic, Los Angeles            | Cemento           | Wendy Turnbull      | Bettina Bunge Eva Pfaff              | 6–2, 6–4      |
| 15 luglio 1985    | Hall of Fame Tennis Championships, Newport     | Erba              | Wendy Turnbull      | Pam Shriver Elizabeth Smylie         | 6–4, 7–6      |
| 23 settembre 1985 | Virginia Slims of New Orleans, New Orleans     | Sintetico indoor  | Wendy Turnbull      | Mary Lou Daniels Anne White          | 6–1, 6–2      |
| 7 aprile 1986     | Family Circle Cup, Hilton Head                 | Terra verde       | Anne White          | Steffi Graf Catherine Tanvier        | 6–3, 6–3      |
| 5 maggio 1986     | Virginia Slims of Houston, Houston             | Terra rossa       | Wendy Turnbull      | Zina Garrison Kathy Rinaldi          | 6–2, 7–6      |
| 27 aprile 1987    | Eckerd Tennis Open, Tampa                      | Terra rossa       | Wendy Turnbull      | Elise Burgin Rosalyn Fairbank        | 6–4, 6–3      |

#### Sconfitte

##### Grande Slam (1)
| Anno | Torneo          | Superficie | Compagna       | Avversarie in finale            | Punteggio |
| 1988 | Australian Open | Cemento    | Wendy Turnbull | Martina Navrátilová Pam Shriver | 6–0, 7–5  |

##### Altre finali perse
| Settimana        | Torneo                                           | Superficie       | Compagna            | Avversarie in finale                         | Punteggio        |
| ---------------- | ------------------------------------------------ | ---------------- | ------------------- | -------------------------------------------- | ---------------- |
| 9 maggio 1971    | Tulsa Clay Court Championships, Tulsa            | Terra rossa      | Jeanne Evert        | Karin Benson Mary-Ann Eisel                  | 2–6, 7–5, 7–5    |
| 11 giugno 1973   | Nottingham John Player, Nottingham               | Erba             | Betty Stöve         | Rosemary Casals Billie Jean King             | 6–2, 9–7         |
| 20 novembre 1973 | South African Open, Johannesburg                 | Cemento          | Virginia Wade       | Linky Boshoff Ilana Kloss                    | 7–6, 2–6, 6–1    |
| 21 gennaio 1974  | WTA Congoleum Classic, Mission Viejo             | Cemento          | Billie Jean King    | Kerry Harris Lesley Hunt                     | 7–5, 6–4         |
| 15 aprile 1974   | Eckerd Tennis Open, Saint Petersburg             | Terra rossa      | Evonne Goolagong    | Ol'ga Morozova Betty Stöve                   | 6–4, 6–2         |
| 11 giugno 1974   | Nottingham John Player, Nottingham               | Erba             | Betty Stöve         | Rosie Casals Billie Jean King                | 6–2, 9–7         |
| 23 giugno 1974   | International Women's Open, Eastbourne           | Erba             | Ol'ga Morozova      | Helen Gourlay-Cawley Karen Krantzcke         | 6–2, 6–0         |
| 5 agosto 1974    | US Clay Court Championships, Indianapolis        | Terra rossa      | Jeanne Evert        | Gail Sherriff Chanfreau Lovera Julie Heldman | 6–3, 6–1         |
| 12 agosto 1974   | Canada Open, Toronto                             | Cemento          | Jeanne Evert        | Gail Sherriff Chanfreau Lovera Julie Heldman | 6–3, 6–4         |
| 3 febbraio 1975  | Virginia Slims of Akron, Akron                   | Sintetico indoor | Martina Navrátilová | Françoise Dürr Betty Stöve                   | 7–5, 7–6         |
| 3 marzo 1975     | Virginia Slims of Boston, Boston                 | Sintetico indoor | Martina Navrátilová | Rosie Casals Billie Jean King                | 6–3, 6–4         |
| 13 ottobre 1975  | United Airlines Tournament of Champions, Orlando | Terra rossa      | Martina Navrátilová | Rosie Casals Wendy Overton                   | walkover         |
| 12 gennaio 1976  | Virginia Slims of Houston, Houston               | Sintetico indoor | Martina Navrátilová | Françoise Dürr Rosie Casals                  | 6–0, 7–5         |
| 17 febbraio 1976 | Virginia Slims of Detroit, Detroit               | Sintetico indoor | Betty Stöve         | Mona Schallau Guerrant Ann Kiyomura          | 6–3, 6–4         |
| 14 giugno 1976   | International Women's Open, Eastbourne           | Erba             | Martina Navrátilová | Ol'ga Morozova Virginia Wade                 | titolo condiviso |
| 1º novembre 1976 | Bremar Cup, Londra                               | Sintetico indoor | Rosie Casals        | Virginia Wade Betty Stöve                    | 6–3, 2–6, 6–3    |
| 10 gennaio 1977  | Virginia Slims of Florida, Hollywood             | Sintetico indoor | Rosie Casals        | Martina Navrátilová Betty Stöve              | 6–4, 3–6, 6–4    |
| 26 febbraio 1979 | Avon Championships of Dallas, Dallas             | Sintetico indoor | Rosie Casals        | Martina Navrátilová Anne Smith               | 7–6, 6–2         |
| 10 ottobre 1979  | Thunderbird Classic, Phoenix                     | Cemento          | Rosie Casals        | Betty Stöve Wendy Turnbull                   | 6–4, 7–6         |
| 2 gennaio 1980   | Colgate Series Championships, Landover           | Sintetico indoor | Rosie Casals        | Billie Jean King Martina Navrátilová         | 6–4, 6–3         |
| 4 maggio 1981    | Internazionali d'Italia, Perugia                 | Terra rossa      | Virginia Ruzici     | Candy Reynolds Paula Smith                   | 7–5, 6–1         |
| 9 agosto 1982    | Toyota Classic, Atlanta                          | Cemento          | Billie Jean King    | Kathy Jordan Betsy Nagelsen                  | 4–6, 7–6, 7–6    |
| 15 aprile 1985   | Bausch & Lomb Championships, Amelia Island       | Terra verde      | Carling Bassett     | Rosalyn Fairbank Hana Mandlíková             | 6–1, 2–6, 6–2    |
| 10 febbraio 1986 | Miami Open, Boca Raton                           | Cemento          | Wendy Turnbull      | Pam Shriver Helena Suková                    | 6–2, 6–3         |
| 16 febbraio 1987 | Virginia Slims of Florida, Boca Raton            | Cemento          | Pam Shriver         | Svetlana Černeva Larisa Neiland              | 6–0, 3–6, 6–2    |

### Doppio misto

#### Vittorie

##### Grande Slam (0)
Nessun titolo

#### Sconfitte

##### Grande Slam (1)
| Anno | Torneo  | Compagno | Superficie    | Avversari in finale          | Punteggio |
| 1974 | US Open | Erba     | Jimmy Connors | Pam Teeguarden Geoff Masters | 6–1, 7–6  |

## Risultati in progressione

Chris Evert

| Sigla | Risultato               |
| ----- | ----------------------- |
| V     | Vincitore               |
| F     | Finalista               |
| SF    | Semifinalista           |
| O     | Oro olimpico            |
| A     | Argento olimpico        |
| SF    | Bronzo olimpico         |
| QF    | Quarti di Finale        |
| 4T    | Quarto turno            |
| 3T    | Terzo turno             |
| 2T    | Secondo turno           |
| 1T    | Primo turno             |
| RR    | Round Robin             |
| LQ    | Turno di qualificazione |
| A     | Assente                 |
| ND    | Non disputato           |

| Legenda superfici    |
| -------------------- |
| Cemento              |
| Terra battuta        |
| Erba                 |
| Superficie variabile |

### Singolare nei tornei del Grande Slam
| Torneo          | 1971  | 1972  | 1973  | 1974  | 1975  | 1976  | 1977  | 1978  | 1979  | 1980  | 1981  | 1982  | 1983  | 1984  | 1985  | 1986  | 1987  | 1988  | 1989  | W/T della carriera |
| --------------- | ----- | ----- | ----- | ----- | ----- | ----- | ----- | ----- | ----- | ----- | ----- | ----- | ----- | ----- | ----- | ----- | ----- | ----- | ----- | ------------------ |
| Australian Open | A     | A     | A     | F     | A     | A     | A     | A     | A     | A     | F     | V     | A     | V     | F     | ND    | A     | F     | A     | 2 / 6              |
| Roland Garros   | A     | A     | F     | V     | V     | A     | A     | A     | V     | V     | SF    | SF    | V     | F     | V     | V     | SF    | 3T    | A     | 7 / 13             |
| Wimbledon       | A     | SF    | F     | V     | SF    | V     | SF    | F     | F     | F     | V     | F     | 3T    | F     | F     | SF    | SF    | SF    | SF    | 3 / 18             |
| US Open         | SF    | SF    | SF    | SF    | V     | V     | V     | V     | F     | V     | SF    | V     | F     | F     | SF    | SF    | QF    | SF    | QF    | 6 / 19             |
| W/T             | 0 / 1 | 0 / 2 | 0 / 3 | 2 / 4 | 2 / 3 | 2 / 2 | 1 / 2 | 1 / 2 | 1 / 3 | 2 / 3 | 1 / 4 | 2 / 4 | 1 / 3 | 1 / 4 | 1 / 4 | 1 / 3 | 0 / 3 | 0 / 4 | 0 / 2 | 18 / 56            |

ND = torneo non disputato.
A = non ha partecipato al torneo.
W/T = rapporto tra numero dei tornei vinti e numero dei tornei cui ha partecipato.
Note: L'Australian Open è stato disputato due volte nel 1977, a gennaio e dicembre, mentre non è stato disputato nel 1986.

### Altri tornei di singolare
| Torneo                                             | 1971          | 1972          | 1973          | 1974          | 1975          | 1976          | 1977          | 1978          | 1979          | 1980          | 1981          | 1982          | 1983          | 1984          | 1985          | 1985          | 1986          | 1986          | 1987          | 1988          | 1989          | W/T della carriera |
| -------------------------------------------------- | ------------- | ------------- | ------------- | ------------- | ------------- | ------------- | ------------- | ------------- | ------------- | ------------- | ------------- | ------------- | ------------- | ------------- | ------------- | ------------- | ------------- | ------------- | ------------- | ------------- | ------------- | ------------------ |
| WTA Tour Championships                             | ND            | V             | V             | F             | V             | F             | V             | V             | QF            | SF            | QF            | SF            | F             | F             | 1T            | 1T            | SF            | A             | 1T            | 2T            | A             | 5 / 18             |
| Ameritech Cup, Chicago                             | A             | ND            | A             | SF            | SF            | A             | V             | A             | A             | F             | A             | A             | A             | A             | A             | A             | A             | A             | A             | F             | A             | 1 / 5              |
| Virginia Slims of Houston, Houston                 | A             | ND            | A             | V             | V             | F             | A             | A             | A             | A             | A             | A             | A             | A             | A             | A             | V             | V             | V             | V             | F             | 5 / 7              |
| Bank of the West Classic, Oakland / San Francisco  | A             | A             | A             | F             | V             | V             | SF            | ND            | F             | A             | A             | F             | A             | A             | F             | F             | V             | V             | A             | A             | A             | 3 / 8              |
| Hall of Fame Tennis Championships, Newport         | A             | SF            | A             | V             | Non disputato | Non disputato | Non disputato | Non disputato | Non disputato | Non disputato | Non disputato | Non disputato | Non disputato | A             | V             | V             | A             | A             | A             | A             | A             | 2 / 4              |
| WTA Cleveland, Cleveland                           | ND            | ND            | V             | Non disputato | Non disputato | Non disputato | Non disputato | Non disputato | Non disputato | Non disputato | Non disputato | Non disputato | Non disputato | Non disputato | Non disputato | Non disputato | Non disputato | Non disputato | Non disputato | Non disputato | Non disputato | 1 / 1              |
| Queen's Club Championships, Londra                 | A             | V             | QF            | Non disputato | Non disputato | Non disputato | Non disputato | Non disputato | Non disputato | Non disputato | Non disputato | Non disputato | Non disputato | Non disputato | Non disputato | Non disputato | Non disputato | Non disputato | Non disputato | Non disputato | Non disputato | 1 / 2              |
| Internazionali d'Italia, Roma                      | A             | A             | F             | V             | V             | A             | A             | A             | SF            | V             | V             | V             | A             | F             | A             | A             | A             | A             | A             | 3T            | A             | 5 / 9              |
| Canada Open, Canada                                | A             | A             | A             | V             | A             | A             | A             | A             | A             | V             | F             | A             | F             | V             | V             | V             | A             | A             | SF            | SF            | 2T            | 4 / 9              |
| Eckerd Tennis Open, Eckerd                         | V             | F             | V             | V             | ND            | ND            | A             | A             | SF            | A             | A             | V             | A             | A             | A             | A             | A             | A             | V             | V             | A             | 8 / 9              |
| Virginia Slims of Arizona, Phoenix                 | A             | A             | A             | A             | A             | V             | A             | A             | F             | A             | Non disputato | Non disputato | Non disputato | Non disputato | Non disputato | Non disputato | Non disputato | Non disputato | Non disputato | A             | A             | 1 / 2              |
| Advanta Championships of Philadelphia, Filadelfia  | A             | ND            | A             | A             | F             | F             | V             | V             | A             | Non disputato | Non disputato | Non disputato | Non disputato | Non disputato | Non disputato | Non disputato | Non disputato | Non disputato | Non disputato | Non disputato | Non disputato | 2 / 4              |
| Virginia Slims of Fort Lauderdale, Fort Lauderdale | A             | V             | V             | V             | Non disputato | Non disputato | Non disputato | Non disputato | Non disputato | Non disputato | Non disputato | Non disputato | Non disputato | Non disputato | Non disputato | Non disputato | Non disputato | Non disputato | Non disputato | Non disputato | Non disputato | 2 / 4              |
| Virginia Slims of Central New York, New York       | A             | ND            | V             | ND            | V             | A             | Non disputato | Non disputato | Non disputato | Non disputato | Non disputato | Non disputato | Non disputato | Non disputato | A             | A             | Non disputato | Non disputato | Non disputato | Non disputato | Non disputato | 2 / 4              |
| US Clay Court Championships                        | A             | V             | V             | V             | V             | A             | A             | A             | V             | V             | A             | A             | A             | A             | A             | A             | A             | A             | ND            | ND            | ND            | 6 / 6              |
| Charlotte Classic, Charlotte                       | V             | A             | 2T            | ND            | ND            | ND            | A             | Non disputato | Non disputato | Non disputato | Non disputato | Non disputato | Non disputato | Non disputato | Non disputato | Non disputato | Non disputato | Non disputato | Non disputato | Non disputato | Non disputato | 2 / 4              |
| Virginia Slims of Washington, Washington           | ND            | F             | A             | A             | QF            | V             | F             | A             | A             | SF            | 1T            | A             | A             | A             | A             | A             | A             | A             | A             | A             | A             | 1 / 6              |
| Virginia Slims of Dallas, Dallas                   | ND            | QF            | SF            | V             | A             | A             | A             | A             | F             | A             | A             | A             | F             | A             | F             | F             | F             | F             | V             | A             | A             | 2 / 8              |
| Virginia Slims of Detroit, Detroit                 | ND            | A             | A             | A             | A             | V             | A             | A             | A             | A             | A             | A             | 2T            | Non disputato | Non disputato | Non disputato | Non disputato | Non disputato | Non disputato | Non disputato | Non disputato | 1 / 2              |
| Virginia Slims of Denver, Denver                   | ND            | A             | A             | F             | A             | Non disputato | Non disputato | Non disputato | Non disputato | Non disputato | Non disputato | Non disputato | Non disputato | A             | A             | A             | Non disputato | Non disputato | Non disputato | Non disputato | Non disputato | 0 / 1              |
| Virginia Slims of Florida, Florida                 | ND            | A             | A             | Non disputato | Non disputato | Non disputato | V             | A             | 1T            | Non disputato | Non disputato | Non disputato | Non disputato | V             | V             | V             | V             | V             | 3T            | SF            | F             | 4 / 8              |
| Torneo                                             | 1971          | 1972          | 1973          | 1974          | 1975          | 1976          | 1977          | 1978          | 1979          | 1980          | 1981          | 1982          | 1983          | 1984          | 1985          | 1985          | 1986          | 1986          | 1987          | 1988          | 1989          | W/T della carriera |
| Virginia Slims of Columbus, Columbus               | ND            | A             | V             | Non disputato | Non disputato | Non disputato | Non disputato | Non disputato | Non disputato | Non disputato | Non disputato | Non disputato | Non disputato | Non disputato | Non disputato | Non disputato | Non disputato | Non disputato | Non disputato | Non disputato | Non disputato | 1 / 2              |
| Cincinnati Open, Cincinnati                        | A             | A             | F             | Non disputato | Non disputato | Non disputato | Non disputato | Non disputato | Non disputato | F             | A             | A             | Non disputato | Non disputato | Non disputato | Non disputato | Non disputato | Non disputato | Non disputato | A             | ND            | 0 / 2              |
| LA Women's Tennis Championships, Los Angeles       | ND            | ND            | A             | Non disputato | Non disputato | Non disputato | V             | A             | V             | A             | A             | A             | F             | V             | A             | A             | F             | F             | F             | V             | A             | 4 / 7              |
| Family Circle Cup, Charleston                      | ND            | ND            | A             | V             | V             | V             | V             | V             | A             | A             | V             | SF            | A             | V             | V             | V             | F             | F             | SF            | A             | A             | 8 / 13             |
| Virginia Slims of Akron, Akron                     | ND            | ND            | V             | A             | V             | A             | Non disputato | Non disputato | Non disputato | Non disputato | Non disputato | Non disputato | Non disputato | Non disputato | Non disputato | Non disputato | Non disputato | Non disputato | Non disputato | Non disputato | Non disputato | 1 / 2              |
| USLTA Miami Beach, Miami Beach                     | ND            | ND            | V             | Non disputato | Non disputato | Non disputato | Non disputato | Non disputato | Non disputato | Non disputato | Non disputato | Non disputato | Non disputato | Non disputato | Non disputato | Non disputato | Non disputato | Non disputato | Non disputato | Non disputato | Non disputato | 1 / 2              |
| Sarasota Clay Court Classic, Sarasota              | ND            | ND            | V             | V             | F             | V             | Non disputato | Non disputato | Non disputato | Non disputato | Non disputato | Non disputato | Non disputato | Non disputato | Non disputato | Non disputato | Non disputato | Non disputato | Non disputato | Non disputato | Non disputato | 3 / 4              |
| International Women's Open, Eastbourne             | Non disputato | Non disputato | Non disputato | V             | 2T            | V             | ND            | F             | V             | A             | A             | A             | A             | SF            | A             | A             | A             | A             | SF            | A             | 3T            | 3 / 8              |
| United Airlines Tournament of Champions, Orlando   | Non disputato | Non disputato | Non disputato | A             | V             | Non disputato | Non disputato | Non disputato | Non disputato | A             | A             | A             | A             | A             | A             | Non disputato | Non disputato | Non disputato | Non disputato | Non disputato | Non disputato | 1 / 1              |
| WTA Congoleum Classic, Palm Springs                | Non disputato | Non disputato | Non disputato | V             | V             | V             | V             | V             | Non disputato | Non disputato | Non disputato | Non disputato | A             | Non disputato | Non disputato | Non disputato | Non disputato | Non disputato | Non disputato | Non disputato | Non disputato | 5 / 5              |
| Toyota Classic, Atlanta                            | Non disputato | Non disputato | Non disputato | Non disputato | V             | ND            | V             | V             | QF            | SF            | A             | V             | A             | Non disputato | Non disputato | Non disputato | Non disputato | Non disputato | Non disputato | Non disputato | Non disputato | 4 / 6              |
| Toray Pan Pacific Open, Tokyo                      | Non disputato | Non disputato | Non disputato | Non disputato | Non disputato | A             | A             | A             | A             | A             | A             | A             | 2T            | A             | A             | A             | A             | A             | A             | A             | QF            | 0 / 2              |
| Virginia Slims of Seattle, Seattle                 | Non disputato | Non disputato | Non disputato | Non disputato | Non disputato | Non disputato | V             | A             | V             | SF            | A             | A             | Non disputato | Non disputato | Non disputato | Non disputato | Non disputato | Non disputato | Non disputato | Non disputato | Non disputato | 2 / 3              |
| Porsche Tennis Grand Prix, Filderstadt             | Non disputato | Non disputato | Non disputato | Non disputato | Non disputato | Non disputato | Non disputato | A             | SF            | A             | A             | A             | A             | A             | A             | A             | A             | A             | F             | F             | A             | 0 / 3              |
| Lion's Cup, Tokyo                                  | Non disputato | Non disputato | Non disputato | Non disputato | Non disputato | Non disputato | Non disputato | V             | A             | 1T            | F             | V             | F             | A             | V             | V             | Non disputato | Non disputato | Non disputato | Non disputato | Non disputato | 3 / 6              |
| Brighton International, Brighton                   | Non disputato | Non disputato | Non disputato | Non disputato | Non disputato | Non disputato | Non disputato | SF            | F             | V             | A             | F             | V             | A             | V             | V             | A             | A             | A             | A             | A             | 3 / 6              |
| Clairol Crown, Carlsbad                            | Non disputato | Non disputato | Non disputato | Non disputato | Non disputato | Non disputato | Non disputato | Non disputato | V             | A             | V             | Non disputato | Non disputato | Non disputato | Non disputato | Non disputato | Non disputato | Non disputato | Non disputato | Non disputato | Non disputato | 2 / 2              |
| Maybelline Classic                                 | Non disputato | Non disputato | Non disputato | Non disputato | Non disputato | Non disputato | Non disputato | Non disputato | Non disputato | V             | V             | V             | V             | A             | A             | A             | Non disputato | Non disputato | Non disputato | Non disputato | Non disputato | 4 / 4              |
| MPS Group Championships, Amelia Island             | Non disputato | Non disputato | Non disputato | Non disputato | Non disputato | Non disputato | Non disputato | Non disputato | Non disputato | A             | V             | V             | V             | F             | F             | F             | A             | A             | A             | A             | A             | 3 / 5              |
| WTA Marco Island, Marco Island                     | Non disputato | Non disputato | Non disputato | Non disputato | Non disputato | Non disputato | Non disputato | Non disputato | Non disputato | Non disputato | Non disputato | Non disputato | A             | A             | A             | A             | V             | V             | Non disputato | Non disputato | Non disputato | 1 / 1              |
| Palm Beach Cup, Palm Beach                         | Non disputato | Non disputato | Non disputato | Non disputato | Non disputato | Non disputato | Non disputato | Non disputato | Non disputato | Non disputato | Non disputato | Non disputato | V             | ND            | A             | V             | Non disputato | Non disputato | Non disputato | Non disputato | Non disputato | 2 / 3              |
| Miami Masters, Key Biscayne                        | Non disputato | Non disputato | Non disputato | Non disputato | Non disputato | Non disputato | Non disputato | Non disputato | Non disputato | Non disputato | Non disputato | Non disputato | Non disputato | Non disputato | F             | F             | V             | V             | F             | F             | F             | 1 / 5              |
| Indian Wells Masters, Indian Wells                 | Non disputato | Non disputato | Non disputato | Non disputato | Non disputato | Non disputato | Non disputato | Non disputato | Non disputato | Non disputato | Non disputato | Non disputato | Non disputato | Non disputato | Non disputato | Non disputato | Non disputato | Non disputato | Non disputato | Non disputato | 2T            | 0 / 1              |

### Doppio nei tornei del Grande Slam
| Torneo          | 1972 | 1973 | 1974 | 1975 | 1976 | 1977 | 1977 | 1978 | 1979 | 1980 | 1981 | 1982 | 1983 | 1984 | 1985 | 1986 | 1987 | 1988 | 1989 |
| --------------- | ---- | ---- | ---- | ---- | ---- | ---- | ---- | ---- | ---- | ---- | ---- | ---- | ---- | ---- | ---- | ---- | ---- | ---- | ---- |
| Australian Open | A    | A    | A    | A    | A    | A    | A    | A    | A    | A    | A    | 2T   | A    | SF   | QF   | ND   | A    | F    | A    |
| Open di Francia | A    | SF   | V    | V    | A    | A    | A    | A    | QF   | QF   | QF   | A    | 3T   | A    | QF   | 3T   | A    | A    | A    |
| Wimbledon       | 1T   | 1T   | SF   | QF   | V    | 2T   | 2T   | A    | QF   | QF   | QF   | 3T   | 3T   | 3T   | QF   | 2T   | A    | SF   | 3T   |
| US Open         | 2T   | SF   | A    | SF   | A    | A    | A    | 1T   | SF   | 2T   | 3T   | 3T   | A    | QF   | QF   | A    | 3T   | QF   | A    |

### Doppio misto nei tornei del Grande Slam
| Torneo          | 1971          | 1972          | 1973          | 1974          | 1975          | 1976          | 1977          | 1977          | 1978          | 1979          | 1980          | 1981          | 1982          | 1983          | 1984          | 1985          | 1986          | 1987 | 1988 | 1989 |
| --------------- | ------------- | ------------- | ------------- | ------------- | ------------- | ------------- | ------------- | ------------- | ------------- | ------------- | ------------- | ------------- | ------------- | ------------- | ------------- | ------------- | ------------- | ---- | ---- | ---- |
| Australian Open | Non disputato | Non disputato | Non disputato | Non disputato | Non disputato | Non disputato | Non disputato | Non disputato | Non disputato | Non disputato | Non disputato | Non disputato | Non disputato | Non disputato | Non disputato | Non disputato | Non disputato | A    | A    | A    |
| Open di Francia | A             | A             | A             | A             | A             | A             | A             | A             | A             | A             | A             | A             | A             | A             | A             | A             | A             | A    | A    | A    |
| Wimbledon       | A             | 4T            | QF            | 3T            | A             | A             | A             | A             | A             | A             | A             | A             | 1T            | 1T            | A             | A             | A             | A    | A    | A    |
| US Open         | 2T            | QF            | SF            | F             | A             | A             | A             | A             | A             | A             | A             | A             | A             | A             | A             | A             | A             | A    | A    | A    |

## Guadagni
| Anno     | Grande Slam titoli singolare | WTA titoli singolare | Totale titoli singolare | Guadagni ($)         | Classifica annuale guadagni |
| -------- | ---------------------------- | -------------------- | ----------------------- | -------------------- | --------------------------- |
| 1970–72  | 0                            | 11                   | 11                      | 274.408              | n/a                         |
| 1973     | 0                            | 12                   | 12                      | 152.002              | 3                           |
| 1974     | 2                            | 14                   | 16                      | 261.460              | 1                           |
| 1975     | 2                            | 14                   | 16                      | 370.227              | 1                           |
| 1976     | 2                            | 10                   | 12                      | 343.165              | 1                           |
| 1977     | 1                            | 10                   | 11                      | 503.134              | 1                           |
| 1978     | 1                            | 6                    | 7                       | 454.486              | 1                           |
| 1979     | 1                            | 7                    | 8                       | 528.457              | 2                           |
| 1980     | 2                            | 6                    | 8                       | 448.509              | 3                           |
| 1981     | 1                            | 8                    | 9                       | 572.162              | 2                           |
| 1982     | 2                            | 8                    | 10                      | 689.485              | 2                           |
| 1983     | 1                            | 5                    | 6                       | 430.436              | 2                           |
| 1984     | 1                            | 5                    | 6                       | 593.135              | 2                           |
| 1985     | 1                            | 9                    | 10                      | 972.782              | 2                           |
| 1986     | 1                            | 5                    | 6                       | 833.755              | 2                           |
| 1987     | 0                            | 5                    | 5                       | 769.943              | 3                           |
| 1988     | 0                            | 4                    | 4                       | 698.649              | 4                           |
| 1989     | 0                            | 0                    | 0                       | Nessuna informazione | Nessuna informazione        |
| Carriera | 18                           | 136                  | 157                     | 8.896.195            | 23                          |

## Testa a testa con giocatrici classificate nella top-10
Le giocatrici contrassegnate in grassetto sono delle ex numero uno.
- Virginia Wade 40–6
- / Martina Navrátilová 37–43
- Evonne Goolagong 26–13
- Virginia Ruzici 24–0
- Sue Barker 23–1
- Betty Stöve 22–0
- Rosemary Casals 22–1
- Wendy Turnbull 21–1
- / Hana Mandlíková 21–7
- Pam Shriver 19–3
- Billie Jean King 19–7
- Kerry Reid 18–2
- / Manuela Maleeva 17–2
- / Helena Suková 17–2
- Andrea Jaeger 17–3
- Sylvia Hanika 16–1
- Dianne Fromholtz 16–3
- Ol'ga Morozova 15–0
- Bettina Bunge 14–0
- Mima Jaušovec 14–0
- Françoise Dürr 13–0
- Claudia Kohde-Kilsch 13–0
- Bonnie Gadusek 12–0
- Kathy Jordan 12–3
- Carling Bassett-Seguso 9–0
- Jo Durie 9–0
- Kathy Rinaldi 9–0
- Zina Garrison 9–2
- Margaret Court 9–4
- Tracy Austin 8–9
- Barbara Potter 8–0
- Mary Joe Fernández 7–0
- Kathleen Horvath 7–0
- Lisa Bonder 7–1
- Stephanie Rehe 6–0
- Greer Stevens 6–1
- Gabriela Sabatini 6–3
- Nancy Richey 6–5
- Steffi Graf 6–8
- Catarina Lindqvist 4–0
- Kathy May 4–0
- / Jana Novotná 3–0
- Nathalie Tauziat 3–0
- Andrea Temesvári 3–0
- Lori McNeil 3–2
- Katerina Maleeva 2–0
- Conchita Martínez 2–0
- Kristien Shaw 2–0
- // Monica Seles 2–1
- Barbara Paulus 1–1
- Arantxa Sánchez Vicario 1–1
- / Nataša Zvereva 1–1

## Record
Chris Evert vanta diversi record assoluti, tra i quali:
- 125 vittorie consecutive sulla stessa superficie, la terra (in inglese "clay"), dove rimase imbattuta dal 1973 al 1979;
- La miglior percentuale in carriera di incontri vinti su quelli giocati (90%);
- La vittoria per 13 anni consecutivi di almeno una prova del Grande Slam;
- La prima giocatrice a vincere 1.000 incontri;
- Il maggior numero di vittorie (sette) all'Open di Francia (Roland Garros);
- Il maggior numero di incontri vinti (101) allo US Open;
- La prima giocatrice a raggiungere il milione di dollari di montepremi vinti in carriera;
- L'unica giocatrice ad aver vinto gli US Open su due superfici diverse.

Da citare anche altri numeri, altrettanto significativi:
- Ha vinto oltre la metà dei tornei cui ha partecipato in quasi 20 anni;
- Ha raggiunto 52 volte su 56 almeno le semifinali dei tornei del Grande Slam cui ha partecipato tra il 1971 e il 1989;
- Ha raggiunto 48 volte su 49 almeno le semifinali dei tornei del Grande Slam cui ha partecipato tra il 1971 e l'edizione di Wimbledon del 1987;
- Ha vinto 157 tornei su 289 giocati (la sua grande rivale Martina Navrátilová ha raggiunto la vittoria del 157º torneo avendone però giocati 343);
- Ha raggiunto la finale nel 76% dei tornei cui ha partecipato in carriera;
- Ha raggiunto le semifinali nel 90% dei tornei cui ha partecipato in carriera;
- Ha vinto 6 delle 8 edizioni degli US Open disputatesi tra il 1975 ed il 1982;
- Ha vinto 56 incontri consecutivi nel 1974 (record assoluto fino al 1984).

La tennista statunitense non ha partecipato a molte edizioni dei tornei del Grande Slam. In particolare, le defezioni agli Open di Francia del 1976, 1977 e 1978 avvennero nel periodo in cui la Evert era saldamente in testa alle graduatorie mondiali e imbattuta sulla terra (vinse tutte le gare disputate su questa superficie tra il 1973 ed il 1979).
Per quanto riguarda invece l'Australian Open, la Evert non è mai andata volentieri in Australia ("Preferivo passare il Natale in famiglia" disse in un'intervista) ed anche in anni in cui ha dominato il tennis mondiale, tra il 1975 ed il 1980, non ha mai partecipato a questo torneo: complessivamente ha preso parte soltanto a sei edizioni di questa competizione, arrivando sempre in finale e vincendo il torneo in due occasioni.

## Le vittorie più schiaccianti
Nell'arco della sua carriera, la Evert ha incontrato tutte le più forti giocatrici degli anni 70 e 80. Di seguito, la sequenza dei punteggi più pesanti inflitti ad ognuna delle campionesse dell'epoca.
- 1972 - Ft. Lauderdale, Finale: Chris Evert b. Billie Jean King 6-1, 6-0.
- 1975 - Rye, Finale: Chris Evert b. Virginia Wade 6-0, 6-1.
- 1975 - Hilton Head, Finale: Chris Evert b. Evonne Goolagong 6-1, 6-1.
- 1977 - Chicago, Finale: Chris Evert b. Margaret Court 6-1, 6-3.
- 1981 - Amelia Island, Finale: Chris Evert b. Martina Navrátilová 6-0, 6-0.
- 1982 - Toyota Championships, Semifinale: Chris Evert b. Tracy Austin 6-0, 6-0.
- 1982 - Australian Open, Semifinale: Chris Evert b. Andrea Jaeger 6-1, 6-0.
- 1985 - Hilton Head, Finale: Chris Evert b. Gabriela Sabatini 6-4, 6-0.
- 1985 - Hilton Head, Semifinale: Chris Evert b. Steffi Graf 6-2, 6-1.
- 1986 - Open di Francia, Semifinale: Chris Evert b. Hana Mandlíková 6-1, 6-1.
- 1989 - U.S. Open, Quarto turno: Chris Evert b. Monica Seles 6-0, 6-2.